# Muhammed Ali Jinnah
Muhammad Ali Jinnah urdu: محمد علی جناح, født Mahomedali Jinnahbhai; (født 25. december 1876, død 11. september 1948) var en indisk muslimsk politiker og leder af All India Muslim League. Han grundlagde Pakistan i 1947 og tjente som landets første generalguvernør. Han kendes officielt i Pakistan som Quaid-e-Azam, der betyder Store Leder, og Baba-e-Qaum der betyder Nationens Fader. Hans fødsels og dødsdag er nationale helligdage i Pakistan.
Jinnah blev betydningsfuld i den Indiske Nationalkongres hvor han talte for samarbejde mellem hinduer og muslimer, og hjalp med at forme Lucknow aftalen med All India Muslim League i 1916. Han blev også en nøgleperson i All Muslim India Home Rule League. Han foreslog en fjorten punkter lang forfatningsændring for at sikre muslimers rettigheder i et selvstyrende Indien. Hans forslag blev ikke vedtaget, og den desillusionerede Jinnah flyttede til London hvor han boede i mange år.
Flere muslimske ledere overtalte Jinnah til at vende tilbage til Indien i 1934 og reorganisere Muslim League. Efter sit fejlslagne projekt i kongressen gik han i stedet efter at skabe en selvstændig stat for muslimer. Muslim League vandt de fleste muslimske mandater ved valget i 1946, og Jinnah startede en kampagne af strejker og protester for at danne "Pakistan", men protesterne blev snart til voldelige sammenstød i store dele af Indien. Kongressens fejlslagne politik fik begge parter og briterne til at enes om en opdeling i to lande. Som generalguvernør af Pakistan ledte Jinnah arbejdet med at rehabilitere millioner af flygtninge, skabe en national udenrigspolitik, sikkerhed og økonomisk udvikling.

## Yderligere information
- "Busted: Myths About Quaid-e-Azam Jinnah". Yasser Latif Hamdani. Naya Duar. 14. august 2021.
- "Turkey's Mustafa Kamal vs Pakistan's Muhammed Ali Jinnah: Secularism". Khan, Umair (historian). Author of SECULAR MUSLIM: Jinnah, His Politics And Pakistan.